# Aristolochia valentina
Aristolochia valentina är en piprankeväxtart som beskrevs av Pierre Étienne Simon Duchartre. Aristolochia valentina ingår i släktet piprankor, och familjen piprankeväxter. Inga underarter finns listade i Catalogue of Life.